# Marcello Boasso
Marcello Boasso (Torino, 16 gennaio 1902 – El Palomar, 17 febbraio 1960) è stato un compositore e pianista italiano naturalizzato argentino, divenuto noto, in tutto il Sudamerica, con il nome di Principe Kalender.

## Biografia
Studiò al Conservatorio di Torino, con Federico Bufaletti, ottenendo il diploma di pianoforte. Si perfezionò poi per cinque anni a Berlino con il pianista, compositore e direttore d'orchestra Ferruccio Busoni.
Divenne un apprezzato concertista, degno discepolo del suo maestro, ottenendo un notevole successo nel 1921 in sei esibizioni tenute a Berlino alla "Sing-Akademie". Da allora il successo si è ripetuto in molte città in Germania, a Parigi, Londra e altrove. Nella stagione 1922-1923 diede 65 concerti in Argentina esibendosi anche a L'Avana. Nel 1925 e 26 si recò negli Stati Uniti, apparendo spesso con in concerti con accompagnamento orchestrale.
Nel 1928-29 fece un giro di concerti in Italia, ad iniziare dal Teatro Massimo di Palermo, e Marcello Boasso si spostò in tutta Italia, spostandosi con un camion con sopra il suo pianoforte costruito da un'azienda italiana.
Ha composto musica per pianoforte che suonava nei suoi concerti, anche se molti dei suoi pezzi rimangono inediti fino ad oggi. Tra le sue opere più note si ricordano alcuni valzer:  Del recuerdo, Apasionado, Un clavel en la pampa e altri pezzi, oltre a poesie, serenate, preludi, notturni, bolero e altro.
Emigrato in Argentina raggiunse il porto di Buenos Aires, a bordo della nave "Giovanna C" l'11 marzo 1938, con la moglie e la figlia. Morì nella città di El Palomar nel 1960.

## Libri
- Marcello Boasso, La storia l'è bella, Liriche piemontesi per canto e Pianoforte Torino, Lit. Mus. fecha de edición: 1927.
- Marcello Boasso, 8 Liriche Piemontesi per una voce e pianoforte. Edición año 1927.
- Marcelo Boasso, Himno del colegio Nuestra Señora del Rosario, música impresa, Rosario (Prov. de Santa Fe), Casa Romano Fecha de edición: 1939.

## Composizioni
- Baile de Corte en Versailles, Opus 7
- Vals Noble, Opus 8
- Valses, Opus 9 (Vals del Recuerdo (nº 1), Vals Triste (nº 2), Vals Brillante (nº 3), Vals Apasionado (nº 4), Vals Patetico (nº 5), Vals Romántico (nº 6), Vals Elegiaco(nº 7), Vals Nostalgico (nº 8) y Vals del Olvido (nº 9)).
- Canto de amor, Opus 10
- Éxtasis, poema para piano, Opus 11 nº 4
- Serenidad, poema para piano, Opus11 nº 7
- Preludio en Do menor, Opus 20
- Vals Improptu, Opus 22
- Cuento de amor, Opus 35
- Moto Perpetuo, Opus 36
- Vals para una noche de verano, Opus 44